# Banga (India)
Banga is een nagar panchayat (plaats) in het district Shahid Bhagat Singh Nagar van de Indiase staat Punjab. 

## Demografie
Volgens de Indiase volkstelling van 2001 wonen er 18.892 mensen in Banga, waarvan 52% mannelijk en 48% vrouwelijk is. De plaats heeft een alfabetiseringsgraad van 75%. 